# Oda van Brabant
De heilige Oda (c. 680 - Sint-Oedenrode, 713/726) was volgens de verhalen een Ierse of Schotse blinde koningsdochter, die genezen werd nadat ze het graf van de heilige Lambertus van Maastricht in Luik bezocht had. Haar vader wilde haar vervolgens uithuwelijken, maar ze vluchtte naar Taxandrië (onderdeel van het latere Hertogdom Brabant), waar ze zich na enkeleomzwervingen in het latere Sint-Oedenrode vestigde als kluizenaar. Haar naamdag is 27 november. Oda is beschermheilige bij oogziekten.
In de 12e eeuw schreef Godfried van Rode, de broer van Arnold III van Rode, de eerste vita over Sint Oda van Brabant.
Volgens een in het Venrayse vrouwenklooster Jerusalem geschreven levensbeschrijving uit de 16de eeuw leefde Oda enige tijd in Venray als kluizenares. Zij werd echter lastiggevallen door vervelende boeren, of eksters, al naargelang het volksverhaal luidt. Ze vertrok daarom naar het later naar haar vernoemde Sint-Oedenrode. Op een heuvel ten westen van Venray zou zij zich nog even omgedraaid hebben om te zeggen: "Venray, eeuwig zal ik uw voorspraak blijven in de hemel". Sint-Oda is daarom Venrays beschermheilige.
De Acta Sanctorum denkt dat haar vader Eugenius VII van Schotland is, maar hier is vanuit Schotse bronnen geen bewijs voor. Ook denkt de schrijver van de Acta Sancotrum dat Sint-Oda in 726 is overleden. Oudere bronnen, zoals Godfriedus van Rode in zijn Vita Sanctae Odae, stellen echter dat Sint-Oda in 713 is overleden.
In Venray staat de Sint-Odakapel op de plaats waar zij gebeden zou hebben bij het verlaten van die plaats. In Sint-Oedenrode is een basisschool naar de heilige Oda genoemd, de Odaschool.

In 2024 verscheen een lokaal geproduceerde en opgenomen Brabantse avonturenfilm over Oda, genaamd 'Oda - Vlucht door de eeuwen'. De film werd geregisseerd en gemonteerd door Arne Balk.